# قائمة أفلام المؤسسة العامة للسينما (سوريا)
فيما يلي قائمة أفلام المؤسسة العامة للسينما التي تأسست عام 1963 في دمشق، سوريا. شاركت المؤسسة مع المنتجين من القطاع الخاص في بعض الأفلام.

## قائمة الأفلام
| السنة | الفيلم                  | المخرج                                 | تأليف                                                            | المدة                      | بطولة                                                              | القصة |
|       | عقد 1960                | عقد 1960                               | عقد 1960                                                         | عقد 1960                   | عقد 1960                                                           | عقد 1960 |
| ----- | ----------------------- | -------------------------------------- | ---------------------------------------------------------------- | -------------------------- | ------------------------------------------------------------------ | --- |
|       | سائق الشاحنة            | بوشكوفو تشينيتش                        | نجاة قصاب حسن                                                    | 94 دقيقة بالأبيض والأسود   | صبري عياد - عبد اللطيف فتحي - خالد تاجا - هالة شوكت - ابتسام جبري. | فيلم اجتماعي يناقش طموحات الشباب وآمالهم والصعوبات التي يواجهونها. وهو أول فيلم سينمائي طويل ينتجه القطاع العام السينمائي بتوقيع مخرج يوغسلافي. |
|       | عقد 1970                |                                        |                                                                  |                            |                                                                    | |
|       | (ثلاثية) رجال تحت الشمس | محمد شاهين - نبيل المالح - مروان مؤذن. | نجيب سرور - نبيل المالح - قيس الزبيدي - محمد شاهين - مروان مؤذن. | 108 دقيقة بالأبيض والأسود. | يوسف حنا - خالد تاجا - نبيلة النابلسي - ريجينا أولبرشيت.           | يتناول الأوضاع السياسية والوطنية للأرض المحتلة عبر ثلاثة أعمال سنمائية وهي (المخاض - الميلاد - اللقاء) |
|       | (ثلاثية) العار          | بشير صافية - بلال صابوني - وديع يوسف.  | فاتح المدرس.                                                     | 100 دقيقة بالأبيض والأسود. | أديب قدورة - مها الصالح - خالد تاجا                                | فيلم طويل يتحدث عن دافع الحياة الاجتماعية في السابق واستغلال الإقطاع للمواطنين البسطاء. |
|       | الفهد                   | نبيل المالح                            | نبيل المالح، حيدر حيدر                                           | 110 دقيقة بالألوان         | أديب قدورة - إغراء - خالد تاجا - أحمد عداس - أسعد فضة              | يتحدث عن فلاح بسيط يتحدى الإقطاع والاستغلال بعد انتزاع أرضه منه. |
|       | السكين                  | خالد حمادة                             | عن قصة الكاتب الفلسطيني غسان كنفاني (ما تبقى لكم)                | 80 دقيقة بالأبيض والأسود.  | سهير المرشدي - رفيق سبيعي - بسام لطفي - ناجي جبر                   | فيلم إنساني تعكس قصة هذا الفيلم مأساة الشعب الفلسطيني من خلال شخصيات ثلاثة تصور بعض شخصيات الشعب الفلسطيني في تلك الفترة والفيلم يجمع بين الأساس التسجيلي المرئي للفيلم والبناء المجازي حاملاً من أحداث الماضي مرآة للحاضر ولربط المشاكل العائلية الصغيرة بالقضايا القومية والإنسانية. |
|       | المخدوعون               | توفيق صالح.                            | عن قصة الكاتب الفلسطيني غسان كنفاني، رجال في الشمس               | 120 دقيقة بالأبيض والأسود  | عبد الرحمن آل رشي - محمد خير حلواني - بسام لطفي - ثناء دبسي        | يتحدث عن حكاية ثلاثة فلسطينيين يحاولون الهروب من أوضاعهم البائسة للبحث عن فرصة عمل في الكويت ليموتون داخل صهريج. وهو فيلم يقدم صورة صريحة عن الأوضاع السياسية والاجتماعية التي تحيط بالفلسطينيين في تلك الفترة                                                                        |
|       | بقايا صور               | نبيل المالح                            | حنا مينه. سمير ذكرى - محمد مرعي فروح - نبيل المالح               | 130 دقيقة                  | منى واصف - نائلة الأطرش - أديب قدورة - سمر سامي                    | الفيلم هو صورة بانورامية عن الحياة والمواجهة بين الفلاحين والدرك في الريف السوري من خلال شاعرية واضحة بنماذج حياته متعددة. |
| 1974  | السيد التقدمي           | نبيل المالح                            |                                                                  | 100 دقيقة بالألوان         | عبد الرحمن آل رشي - نضال الأشقر - سليم موسى - إغراء                | محاولة في السينما السياسية تتعرض للواقع السياسي والاجتماعي من خلال محاولة شراء أحد البرجوازيين لضمير أحد الصحافيين الذي يفضح ممارساتهم وأساليبهم التعسفية والاستغلالية. |
|       |                         |                                        |                                                                  |                            |                                                                    | |
|       |                         |                                        |                                                                  |                            |                                                                    | |
|       |                         |                                        |                                                                  |                            |                                                                    | |
|       |                         |                                        |                                                                  |                            |                                                                    | |
|       |                         |                                        |                                                                  |                            |                                                                    | |
|       |                         |                                        |                                                                  |                            |                                                                    | |

## معلومات الأفلام

### كفر قاسم/ 1974
هو فيلم يتناول مجزرة كفر قاسم وتوضح أبعادها وملابساتها وتحليل الواقع الفلسطيني داخل الأرض المحتلة بتلك الفترة والفيلم بحد ذاته وثيقة حية سينمائية للمارسات الصهيونية ضد الفلسطينيين وقد نال الجائزة الكبرى للأيام السينمائية بقرطاج عام 1974.
إخراج وسيناريو : برهان علوية عن قصة لعاصم الجندي
مدته : 115 دقيقة بالألوان
بطولة : سليم صبري - عبد الرحمن آل رشي - عبد الله عباسي - شارلوت رشدي

### اليازرلي/ 1974
هو فيلم يعرض العلاقات الاجتماعية القائمة في المجتمع وتحليل مشكلاته.
إخراج وسيناريو : قيس الزبيدي
 عن قصة:الكاتب السوري الكبير حنا مينه
مدته : 95 دقيقة بالأبيض والأسود.
بطولة : منى واصف - عدنان بركات - نادية أرسلان - عبد الله عباسي.

### وجه آخر للحب/
تتناول قصة الفيلم عن الحياة العاطفية من خلال علاقة طبيب شاب بوطنه وحيرته من السفر إلى بلد آخر
إخراج وسيناريو : محمد شاهين
قصة : خلدون الشمعة - محمد شاهين
مدته : 108 دقيقة بالأبيض والأسود
بطولة : منى واصف - يوسف حنا - إغراء - هاني الروماني.

### المغامرة/
هي قصة مقتبسة من مسرحية مغامرة رأس المملوك جابر للكاتب السوري الكبير سعد الله ونوس
إخراج : محمد شاهين
سيناريو : قيس الزبيدي - محمد شاهين
مدته : 100 دقيقة بالأبيض والأسود
بطولة :منى واصف - إغراء - أسامة الروماني - أحمد عداس

### الاتجاه المعاكس/ 1975
هي قصة محاولة جادة لرصد وتحليل المعاناة اليومية لمجموعة من الشباب أثناء فترة ما بعد نكسة حزيران - وانعكاس تلك المرحلة على مختلف همومهم السياسية والاجتماعية
إخراج : مروان حداد
سيناريو :حسن سامي اليوسف ومروان حداد
مدته : 90 دقيقة بالألوان
بطولة :منى واصف - بسام لطفي - صباح الجزائري - عبد الهادي الصباغ.

### الأحمر والأبيض والأسود/ 1977
إخراج : بشير صافية
سيناريو : محمد مرعي فروح
مدته : 105 دقيقة بالألوان
بطولة :منى واصف - أحمد عداس - يوسف شويري - أميمة الطاهر.

### الأبطال يولدون مرتين/1977
هو فيلم يرصد عملية الانتقال من الفطرة إلى القرار من خلال طفل يصبح أحد رموز المقاومة
إخراج : صلاح دهني
مدته : 110 دقيقة
بطولة : عماد حمدي - منى واصف - صباح الجزائري - فراس دهني.

### حبيبتي يا حب التوت/ 1979
إخراج وسيناريو : مروان حداد.
مدته : 97 دقيقة
بطولة : جهاد سعد - عبد الهادي الصباغ - نادين - يوسف حنا - عدنان بركات.

### القلعة الخامسة/ 1979
إخراج : بلال صابوني
عن قصة: فاضل غراوي
سيناريو : صنع الله إبراهيم
مدته : 110 دقيقة
بطولة : عبد الفتاح المزين - نادين - أسعد فضة - يوسف حنا

## أفلام عقد 1980

### المصيدة/ 1980
إخراج : وديع يوسف.
قصة وسيناريو وحوار : علي عقلة عرسان
مدته : 100 دقيقة
بطولة : سمر سامي - أسامة خلقي - عبد الهادي الصباغ.

### حادثة النصف متر/ 1980
إخراج وسيناريو : سمير ذكرى
عن قصة: صبري موسى.
مدته : 105 دقيقة.
بطولة : عبد الفتاح المزين - جيانا عيد - فيلدا سمور.

### حب للحياة/ 1981
إخراج : بشير صافية
سيناريو : حسن سامي يوسف
مدته : 100 دقيقة
بطولة : سمر سامي - منى واصف - عباس النوري - أحمد عداس

### قتل عن طريق التسلسل/ 1982
إخراج وسيناريو :محمد شاهين
مدته : 110 دقيقة ملون
بطولة :منى واصف - رفيق سبيعي - نادين - عباس النوري

### وقائع العام المقبل/ 1982
إخراج وسيناريو : سمير ذكرى
مدته : 115 دقيقة
بطولة : نجاح سفكوني - نائلة الأطرش - هالة الفيصل - عبيدو باشا

### أحلام المدينة/ 1983
ينحو هذا الفيلم إلى شاعرية جميلة في تذكر ووصف الحياة اليومية بدمشق وقد حاز على جوائز عديدة في مهرجان قرطاج، باسيتا، مهرجان كان عام 1983
إخراج :محمد ملص
سيناريو : سمير ذكرى - محمد ملص
مدته : 120 دقيقة
بطولة :رفيق سبيعي - ياسمين خلاط - طلحت حمدي - باسل الأبيض

### الشمس في يوم غائم/ 1985
إخراج :محمد شاهين
سيناريو وحوار : محمد مرعي فروح
عن قصة: حنا مينه
مدته : 110 دقيقة
بطولة : منى واصف - جهاد سعد - يوسف حنا - رفيق سبيعي - أيمن زيدان.

### نجوم النهار/ 1988
إخراج وسيناريو : أسامة محمد
مدته : 115 دقيقة
بطولة : صباح السالم - زهير عبد الكريم - عبد اللطيف فتحي - مها الصالح

### ليالي ابن آوى/ 1989
إخراج وسيناريو : عبد اللطيف عبد الحميد
مدته : 102 دقيقة
بطولة : أسعد فضة - نجاح العبد الله - بسام كوسا - زهير رمضان - تولاي هارون

## أفلام عقد 1990

### رسائل شفهية/ 1990
إخراج وسيناريو : عبد اللطيف عبد الحميد
مدته : 105 دقيقة
بطولة : فايز قزق - رنا جمول - رامي رمضان - زهير رمضان - أسعد فضة

### الطحالب/ 1991
إخراج وسيناريو : ريمون بطرس
مدير التصوير: جورج لطفي الخوري
مدته : 90 دقيقة
بطولة: منى واصف - أيمن زيدان - كارمن لبس - نجاح العبد الله - أمانة والي - ماهر صليبي - وفيق الزعيم.

### الليل/ 1992
حصل هذا الفيلم على عدة جوائز عالمية وعربية
إخراج : محمد ملص
'سيناريو : محمد ملص - أسامة محمد
مدته : 125 دقيقة
بطولة : صباح الجزائري - فارس الحلو - عمر ملص - رفيق سبيعي

### شيء ما يحترق/ 1993
إخراج : غسان شميط
سيناريو : وليد معماري
مدته : 102 دقيقة
بطولة : منى واصف - يوسف حنا - بسام كوسا - عبد المفتاح المزين - علي كريم - أمل عرفة

### صهيل الجهات/ 1993
إخراج وسيناريو : ماهر كدر
مدته : 97 دقيقة
بطولة :مي اسكاف - عبد الرحمن أبو القاسم - محمد حريري - علي كريم - نهال الخطيب

### الكومبارس/ 1993
إخراج وسيناريو : نبيل المالح
مدته : 105 دقيقة
بطولة : سمر سامي - بسام كوسا - محمد شيخ نجيب - وفاء الموصللي

### آه يا بحر/ 1994
إخراج وسيناريو : محمد شاهين
عن رواية: (الدقل) لحنا مينه
مدته : 120 دقيقة
بطولة :منى واصف - خالد تاجا - رنا جمول - جلال شموط - مازن الناطور

### صعود المطر/ 1995
إخراج وسيناريو : عبد اللطيف عبد الحميد
مدته : 110 دقيقة
بطولة : تيسير إدريس - ناجي جبر - مي اسكاف - أمل عرفة - مهند قطيش - مريم علي.

### اللجاة/ 1995
إخراج : رياض شيا
سيناريو : ممدوح عزام - رياض شيا
مدير التصوير : عابد عازريه
مدته : 90 دقيقة
بطولة : ثناء دبسي - لينا باتع - فؤاد الراشد - حنان شقير - كميل أبو صعب - غسان جباعي - سعد الدين بقدونس - وليد الدبس

### الترحال/ 1997
إخراج وسيناريو : ريمون بطرس
مدير التصوير : جورج لطفي الخوري
مدته : 108 دقيقة
بطولة : سمر سامي - جمال سليمان - سلوم حداد - نجاح العبد الله - نورا رحال

### تراب الغرباء/ 1998
إخراج وسيناريو : سمير ذكرى
عن قصة: فيصل خربش
مدته : 150 دقيقة
بطولة :بسام كوسا - نجوى قندقجي - فايز أبو دان - أسامة عاشور - أسامة السيد يوسف - آغوب ميخائليان - احمد مكاراتي

### نسيم الروح/ 1997
إخراج وسيناريو : عبد اللطيف عبد الحميد
بطولة :بسام كوسا - لينا حوارنة - سليم صبري - سلاف فواخرجي - فايز قزق - فارس الحلو - رانيا حالوت

## أفلام عقد 2000

### زهر الرمان/ 2001
إخراج وسيناريو: غسان شميط
بطولة: عبد الرحمن أبو القاسم - أسعد فضة - مها الصالح - ضحى الدبس - رافي وهبة - مانيا نبواني - رغداء الشعراني - ممدوح الأطرش

### قمران وزيتونة/ 2001
عن علاقة صديقين في سن المراهقة في الريف.
تأليف وإخراج: عبد اللطيف عبد الحميد
بطولة: أسعد فضة - نورمان أسعد - حسام عيد - ناهد حلبي - باسل الخياط - أمجد دنكريا - رنيم فضة - حيان داود حسام عيد - فايز أبو دان - رانيا حالوت - نبال جزائري - علي مداراتي

### صندوق الدنيا/ 2001
تأليف وإخراج: أسامة محمد
بطولة: فارس الحلو - بسام كوسا - مها الصالح - كاريس بشار - حلا عمران - زهير عبد الكريم - امل عمران - ميرنا غنام - رفيق سبيعي - نهال الخطيب - علي محمد - ميرنا غنام - مصطفى الصبح - محمد حمد- الياس غنام

## أفلام عقد 2010

### الرابعة بتوقيت الفردوس/ 2015
- - تأليف وإخراج: محمد عبد العزيز
- رد القضاء / 2016 [1]
  - إخراج: نجدة إسماعيل أنزور
  - تأليف: ديانا كمال الدين
  - بطولة: لجين إسماعيل، ومجد فضة، وعامر علي، وجولييت عواد، وعبد الرحمن أبو القاسم، ومروان أبو شاهين، وجهاد الزغبي، وليث المفتي، وإيناس زريق، وخلدون قاروط، وروجينا رحمون، ودينا خانكان، ورشا رستم، وناصر مرقبي، ومجد مشرف، وحسام سكاف، وزيد الظريف، ورائد مشرف، وفادي عبد النور، وكنان العشعوش، ونبيل فروج، وفادي شاعر، وسوار داوود وآخرون [2]

### رجل الثورة/ 2018[3][4]
- - خراج: نجدة إسماعيل أنزور
  - تأليف: ديانا كمال الدين
  - بطولة:سيف الدين السبيعي
- دم النخل / 2019
  - إخراج: نجدة إسماعيل أنزور
  - تأليف: ديانا كمال الدين
  - بطولة: لجين إسماعيل/ جوان الخضر/ مصطفى سعد الدين
- درب السما / 2021
  - إخراج: جود سعيد
  - تأليف: رامي كوسا
  - بطولة: “أيمن زيدان”، “حسن دوبا”، “صفاء سلطان”، “محمد الأحمد”، “رسل الحسين”، “نور علي”، “حسين عباس”، “جرجس جبارة”، “نورا يوسف”، “ربى الحلبي”، “جابر جوخدار”.

## أفلام عقد 2020

### رجل وثلاثة أيام(2020)
- - إخراج : جود سعيد
- خلل (2020)
  - إخراج : السدير مسعود
- الحرامي (2020) [5]
  - إخراج : فراس محمد.